# Faribault
Faribault är en stad (city) i Rice County i delstaten Minnesota i USA. Staden hade 24 453 invånare, på en yta av 40,86 km² (2020). Faribault är administrativ huvudort (county seat) i Rice County.